# Paraśurama

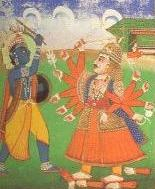
Parasurama

Paraśurama (sanskryt Paraśurāma, dewanagari परशुराम, ang. Parashurama) – Dzierżący Topór. Syn Jamadagniego i Renuki, postać często wzmiankowana w literaturze wedyjskiej – Śrimad-Bhagavatam, Mahabharata. Żył w czasach ostatniej dwaparajugi. Był uczniem Śiwy.
Paraśurama zabił Kartawirję, który ukradł i zabrał do Mahismati krowę kamadhenu, spełniającą wszystkie życzenia, należącą do jego ojca. Mimo iż nie był nigdy szczególnym przedmiotem kultu jest uważany za Śaktjaweśa – awatara.
Jak mówi mit, Dzierżący Topór, rozprawił się surowo z niegodziwym królem Kartawirją i rozzuchwaloną klasą kszatrijów, wojowników. W walce z nim Ganeśa stracił lewy kieł.
Do walki z Paraśuramą król Kartawirja wysłał siedemnaście kompletnych akszauhini.